# Manuel García (futbolista)
Manuel García (Rosario, 8 de julio de 1988) es un exfutbolista argentino. Jugó como arquero y su primer equipo fue Rosario Central. Militó además en San Luis de la Primera B de Chile, club donde concluyó su carrera deportiva. Es hermano mellizo del también futbolista Santiago García.

## Trayectoria

### Trayectoria
Debutó en Club Atlético Rosario Central en la fecha 7 del campeonato Nacional B 2011-12 ante Boca Unidos. Se mantuvo como titular en Central hasta la fecha 15 cuando se lesionó durante el partido ante Atlético Tucumán. Volvió a formar parte del equipo en la fecha 24, tras un error de Jorge Broun en el partido anterior. Desde ese partido no volvió a perder el puesto y jugó todos los minutos hasta el final del torneo.
Su equipo terminó en cuarto puesto y pudo jugar una promoción contra San Martín de San Juan para ascender a Primera División. Ambos partidos terminaron 0 a 0, por lo que Central no logró el ascenso.
Durante la pretemporada previa al comienzo del torneo Nacional B 2012-13, García sufrió una fractura por estrés en la tibia de la pierna derecha, que lo dejó fuera del primer equipo por seis meses. Volvió a jugar como titular en la fecha 37 del campeonato, con su equipo ya ascendido a Primera División.
En 2022 arribó a Universidad de Concepción para aportar al campanil en su lucha por retornar a la Primera división.
El 2 de agosto de 2025, el club San Luis emitió un comunicado donde se dio a conocer su retiro de la actividad profesional de manera permanente a causa de una enfermedad neuromuscular degenerativa.

## Clubes
| Club                        | País      | Año           |
| --------------------------- | --------- | ------------- |
| Rosario Central             | Argentina | 2007-2016     |
| Gimnasia y Esgrima La Plata | Argentina | 2016          |
| Deportes Antofagasta        | Chile     | 2017          |
| Huracán                     | Argentina | 2017-2018     |
| Racing de Córdoba           | Argentina | 2018          |
| San Luis                    | Chile     | 2019          |
| Deportes Recoleta           | Chile     | 2020-2021     |
| Deportes Santa Cruz         | Chile     | 2021-2022     |
| Universidad de Concepción   | Chile     | 2022-2023     |
| Deportes Santa Cruz         | Chile     | 2024          |
| San Luis                    | Chile     | 2025 (retiro) |

## Palmarés
| Título             | Club            | País      | Año  |
| ------------------ | --------------- | --------- | ---- |
| Primera B Nacional | Rosario Central | Argentina | 2013 |